# Cibenda (Parigi)
Cibenda is een bestuurslaag in het regentschap Ciamis van de provincie West-Java, Indonesië. Cibenda telt 6294 inwoners (volkstelling 2010).